# Скрытые настроения
«Скрытые настроения» — название, данное фильму в кинопрокате СССР (в оригинале — «Ночная река», яп. 夜の河: ёру но кава) — фильм-драма режиссёра Кодзабуро Ёсимуры, вышедший на экраны в 1956 году. Экранизация романа «Ночная река» Хисао Савано. 

## Сюжет
Кива — художница. Она придумывает узоры для тканей. Познакомившись с профессором университета Такэмурой, Кива полюбила его. Большое чувство к Киве возникает и у Такэмуры. Случайно девушка узнаёт, что профессор женат, а жена его тяжело больна. Вскоре жена Такэмуры умирает и тот предлагает Киве выйти за него замуж. Однако мысль, что любимый ею человек с нетерпением дожидался смерти своей жены, заставляет Киву отказаться от брака, о котором вначале она и сама мечтала.

## В ролях
- Фудзико Ямамото — Кива Фунаки
- Кэн Уэхара — профессор Юкио Такэмура
- Кэйдзо Кавасаки — Окамото
- Эйтаро Одзава — Омия
- Митико Аи — Сэцуко
- Кадзуко Итикава — Ацуко, дочь Такэмуры
- Митико Оно — Миё, дочь Кивы
- Сюндзи Нацумэ — Сэйкити, муж Миё
- Ёити Фунаки — Хаясака, ассистент Такэмуры в университете
- Хикару Хоси — Сакурая
- Эйдзиро Тоно — Ёсидзиро Фунаки

## Премьеры
- Япония — национальная премьера фильма состоялась 12 сентября 1956 года[1].
- СССР — с июля 1959 года фильм демонстрировался в советском кинопрокате[комм. 1][2].

## Комментарии
1. ↑  В советском прокате фильм демонстрировался с июля 1959 года, р/у Госкино СССР № 1021/59 (до 31 января 1964 года) — опубликовано: «Аннотированный каталог фильмов, выпущенных на экран в 1959 году», "Искусство", М.-1960, стр. 75.